# Суханов Олексій Станіславович
Суханов Олексій Станіславович (рос. Суханов Алексей Станиславович; нар. 4 січня 1974, Іваново, РРФСР) — український (в минулому російський) журналіст, теле- та радіоведучий.
Ведучий українського ток-шоу «Говорить Україна» на телеканалі «Україна» (2012—2022), ведучий ток-шоу «Говорить вся країна» на телеканалі «1+1 Україна» (з 2023).

## Життєпис
Олексій народився 4 січня 1974 року в місті Іваново в родині інженерів.
Телебаченням, за його власними словами, «марив буквально з дитинства» — приходячи після школи додому, сідав перед дзеркалом і декламував статті з радянських газет, а в юнацькому віці робив передачі на радіовузлі торгового технікуму, в якому навчався пізніше. Закінчив технікум за спеціальністю «технологія приготування їжі». Деякий час підробляв в ресторанах і кафе.
Вищу освіту здобув у Московському державному університеті комерції, відділення менеджменту, яке закінчив у 1997 році.

## Кар'єра
Кар'єру почав на обласному радіо рідного міста, за підсумками конкурсу отримавши посаду ведучого. Там познайомився з майбутньою дружиною Ольгою. Пізніше працював на Іванівському обласному ТБ. Потім відправився на курси підвищення кваліфікації в Москву, де залишився, ставши кореспондентом Служби інформації радіостанції «Маяк».
З липня 2001 по початок 2006 року був ведучим ранкових та денних випусків програми «Сьогодні» на телеканалі НТВ. З лютого 2006 року вів денний ефір радіо «Сіті-FM», обговорюючи разом зі слухачами новини міського та регіонального значення.
Восени того ж року з'являється на «П'ятому каналі» в якості ведучого вечірніх новин програми «Сейчас». Пізніше Олексій на тому ж «П'ятому каналі» стає ведучим ток-шоу «Велика країна» та інформаційно-аналітичної програми «Главное». З листопада 2008 року до липня 2011 року — ведучий програми «Діалог з містом», де на регулярній основі розмовляє з губернаторкою Петербурга Валентиною Матвієнко, і один з ведучих регіонального проєкту «Петербургский час» (із квітня по вересень 2009).
З 2010 по 2011 рік вів денні випуски програми новин «Тут и сейчас» на телеканалі «Дождь», програму «Утро на Дожде», а також програму «Технологии будущего» на телеканалі «ТВ3». Крім того, в рамках ранкового ефіру на радіо «Сіті-FM» ведучий рубрики «Обзор прессы».
Восени 2011 року перейшов на телеканал «РЕН ТВ». Спочатку мав вести громадське ток-шоу «Хватит молчать», чергуючись щотижня з Тиграном Кеосаяном, але замість цього були реалізовані інші плани.
З 12 грудня 2011 по 15 серпня 2014 року був ведучим вечірніх випусків інформаційної програми «Новини 24».
З 16 квітня 2012 по 23 лютого 2022 року був ведучим ток-шоу «Говорить Україна» на телеканалі «Україна».
У лютому 2014 року підтримав Євромайдан. У серпні 2014 роки виїхав з Росії і пішов з «РЕН ТВ» у зв'язку з власною незгодою з позицією каналу по війні на сході України і інших подій в країні. У 2017 році в одному з інтерв'ю Суханов розповів, що живе на дві країни — Україну і Латвію.
З 20 липня 2015 року був ведучим кулінарної рубрики «Кращі рецепти» в рамках ранкового шоу «Ранок з Україною» на телеканалі «Україна». З 13 лютого по 26 грудня 2016 року також був ведучим програми «Кулінарна академія» на тому ж телеканалі.
З 2019 року був експертом програми «Дивовижні люди» на телеканалі «Україна».
У зв'язку з вторгненням Росії в Україну залишився у Києві та записався до лав територіальної оборони столиці.
У грудні 2022 року, після закриття телеканалу «Україна» і анулювання ліцензій «Медіа Групи Україна» Ріната Ахметова, розпочав співпрацю з телеканалом «1+1», де він стане ведучим нового ток-шоу «Говорить вся країна», яке виходить з 27 лютого 2023 року.

## Нагороди
- За підсумками рейтингу телекумирів, проведеного «Комсомольською правдою» в лютому 2005 року, зайняв 9 місце в рубриці «Кращий ведучий інформаційної програми»[19].
- 30 листопада 2012 року програму «Говорить Україна», яку веде Олексій Суханов, стала переможцем 12-ї національної телевізійної премії «Телетріумф» за сезон 2011—2012 років в номінації «Суспільно-соціальне ток-шоу»[20]. Нагорода була присвоєна так само в 2013[21] і 2016[22] роках.